# 351 Yrsa
351 Yrsa је астероид главног астероидног појаса. Приближан пречник астероида је 39,59 km,
а средња удаљеност астероида од Сунца износи 2,763 астрономских јединица (АЈ).
Инклинација (нагиб) орбите у односу на раван еклиптике је 9,194 степени, а орбитални период износи 1677,958 дана (4,593 године). Ексцентрицитет орбите астероида износи 0,156.
Апсолутна магнитуда астероида износи 8,98 а геометријски албедо 0,288.
Астероид је откривен 16. децембра 1892. године.